# Liste der Naturdenkmale in Echtershausen
Die Liste der Naturdenkmale in Echtershausen nennt die im Gemeindegebiet von Echtershausen ausgewiesenen Naturdenkmale (Stand 4. April 2024).

## Naturdenkmale
| Nr.         | Bezeichnung    | Lage                         | Beschreibung  | Bild                                    |
| ----------- | -------------- | ---------------------------- | ------------- | --------------------------------------- |
| ND-7232-417 | Schieferfelsen | Hauptstraße, bei Nr. 12 Lage | Felsformation | Direkt Bild zu diesem Denkmal hochladen |